# مونفوردویل (کنتاکی)
مونفوردویل (به انگلیسی: Munfordville) شهری در ایالت کنتاکی کشور ایالات متحده آمریکا است که جمعیت آن در سرشماری سال ۲۰۱۰ میلادی، ۱٬۶۱۵ نفر بوده‌است.